# Cratere Hamlet
Hamlet è un cratere sulla superficie di Oberon.